# Capurata
Der Capurata ist ein 6.039 m hoher Stratovulkan an der Grenze zwischen West-Bolivien und Nord-Chile. Er bildet zusammen mit den beiden Vulkanen Humarata sowie Acotango die Quimsachata-Vulkangruppe. Quimsachata bedeutet „drei“ in der Anden-Aymara-Sprache. Der Capurata ist der südöstlichste der drei Stratovulkane.
Auf Landkarten ist die Gipfelhöhe des Capurata noch mit 5.990 m angegeben, eine GPS-Messung einer Expedition der Bergsteiger Porfirio Chura, Thomas Wilken und Holger Eltgen vom 20. April 2010 hat jedoch für den südöstlichsten der drei Gipfelpunkte den neu errechneten Höchstwert von 6.039 m ergeben.